# مویین‌ها
مویین‌ها (نام علمی: Bryoria) نام یک سرده از راسته لبه‌دارسانان است.